# Korn (band)
Korn (ook wel gestileerd als KoЯn) is een Amerikaanse band uit Bakersfield (Californië) die werd opgericht in 1993. De huidige bezetting van de band bestaat uit Jonathan Davis, Reginald 'Fieldy' Arvizu, James 'Munky' Shaffer, Brian 'Head' Welch en Ray Luzier.
Korn was de eerste band die werd bestempeld als nu metal. De groep debuteerde in 1994 met het gelijknamige Korn en heeft sindsdien in totaal elf studioalbums uitgebracht, waarvan Follow the Leader (1998) commercieel het succesvolst was. Wereldwijd heeft de band meer dan vijfendertig miljoen platen verkocht.
Korns muzikale stijl is een combinatie van metal, rock, hiphop, groove en dissonantie, met teksten die draaien om pijn en vervreemding.

## Geschiedenis

### Beginjaren (1993-1996)
Oorspronkelijk (1989-1992) heette de groep L.A.P.D. (Love and Peace Dude/Laughing As People Die) en bestond zij uit de leden Richard Morill (zang), Reginald Arvizu (basgitaar), James Shaffer (gitaar), David Silveria (drums, percussie) en Brian Welch (gitaar).
Jonathan Davis volgde een opleiding tot lijkschouwer en was zanger van de band Sexart (1990-1992) die naast Davis bestond uit Ty Elam (zang), Dave DeRoo (basgitaar), Ray 'Chaka' Solis (gitaar), Denis Shinn (drums) en Ryan Shuck (gitaar).
Rond maart, april 1993 kwam Davis bij de band L.A.P.D. en in maart 1993 werd de naam veranderd in 'Korn'.
In oktober 1994 verscheen het debuutalbum Korn bij Epic Records/Immortal Records. Dit album was in april-juni 1994 opgenomen, ruim een jaar na de oprichting van de groep. Door een tournee, waarbij Korn ook optrad in het voorprogramma van grote artiesten als Ozzy Osbourne, Marilyn Manson en Megadeth, groeide de naamsbekendheid van de band. Het debuutalbum werd langzaamaan een succes. In september 1995 speelde de band in het voorprogramma van Primus, onder andere in het Noorderligt in Tilburg, de voorloper van de huidige poptempel 013.

### Commerciële doorbraak (1996-2003)
De grote doorbraak volgde in oktober 1996 met het album Life Is Peachy, waarop onder andere 'A.D.I.D.A.S.' staat. Dit album steeg al snel naar de top van de Amerikaanse hitlijsten. Het jaar daarop bekleedde Korn de positie van de belangrijkste band die optrad op Lollapalooza, maar de band moest hun tournee halverwege staken omdat gitarist Shaffer een hersenvliesontsteking had opgelopen.
Toen hij weer was genezen, werd begonnen met de opnamen van het derde album, Follow the Leader, dat in augustus 1998 uitkwam. Op dit album staat onder andere 'Freak on a Leash', dat mede door de opvallende videoclip de grootste hit van de band werd. Datzelfde jaar haalde Korn ook op een andere manier het nieuws: een scholier was in de Verenigde Staten van school gestuurd omdat hij een T-shirt van Korn droeg. Volgens de schoolleiding was de band obsceen en vulgair. In dat jaar organiseerde de band de Family Values Tour. Daarvan zijn vijf edities geweest: in 1998, 1999, 2001, 2006 en 2007. Artiesten die optraden waren onder andere Rammstein, Limp Bizkit, Incubus, Staind, Linkin Park, Stone Temple Pilots, Dir en Grey en Evanescence.
Het vierde album was Issues, dat in november 1999 uitkwam. De eerste single hiervan, 'Falling Away From Me', was voor het eerst te horen in een aflevering van de animatieserie South Park. Tijdens de tournee ter promotie van Issues raakte drummer David Silveria geblesseerd, waarna hij tijdelijk uit de band stapte. Zijn plaats werd ingenomen door Mike Bordin, de voormalige drummer van Faith No More, zodat de tournee afgemaakt kon worden. Na een korte rustperiode deed Korn later dat jaar en het jaar daarop opnieuw een reeks concerten, met onder meer Metallica, Kid Rock en System of a Down.
Na deze tournee besloten de muzikanten een wat langere rustperiode in te lassen. In de tussentijd werkten zij aan enkele soloprojecten. Silveria keerde in maart 2001 terug bij Korn. Vervolgens gingen zij gezamenlijk weer kort de studio in voor de opnamen van een nieuw album, Untouchables. De opnamen voor het album werden enkele weken onderbroken voor een reeks optredens met Static-X, maar in juni 2002 was Untouchables een feit. Davis maakte bovendien zijn fascinatie voor de dood opnieuw kenbaar door aan te kondigen een seriemoordenaarsmuseum te willen beginnen.

### Na de piekjaren (2003-2010)
Na het uitkomen van het album Take a Look in the Mirror in november 2003 maakte Korn een back-to-basic-tournee, waarbij ze vooral kleine zalen aandeden. Korn bestond in die periode alweer tien jaar. Untouchables en Take a Look in the Mirror verkochten minder goed, maar de band was nog steeds succesvol in Amerika. In oktober 2004 kwam een compilatiealbum uit, Greatest Hits, Volume 1. 'Word Up', een cover van Cameo, werd op single uitgebracht.
Op 22 februari 2005 stapte gitarist Brian Welch, na een jarenlange depressie en drugsverslaving, uit de band, in eerste instantie omdat hij als alleenstaande ouder beter voor zijn dochter wilde kunnen zorgen. Daarbij kwam zijn bekering tot het christendom - hij werd zelfs gedoopt in de Jordaan - waardoor hij morele en religieuze bezwaren tegen de muziek van de band kreeg. Welch was twaalf jaar bandlid geweest. Hij schreef hierover het boek Save Me From Myself (2007), waarvan een jaar later een alternatieve versie verscheen onder de titel Washed By Blood. In september 2008 verscheen zijn eerste soloalbum Save Me From Myself bij de Driven Music Group. Zijn eerste single 'Flush' verscheen op 8 juli 2008.
Het vertrek van Welch was de eerste wijziging in de bezetting van Korn. In december 2005 kwam het album See You on the Other Side uit, dat geproduceerd was door het producersteam The Matrix. Het was het eerste Korn-album dat uitgebracht werd bij EMI Group/Virgin Records.
Rob Patterson was de plaatsvervangende gitarist tijdens de tournee van See You on the Other Side, maar hij werd geen vast bandlid. Patterson speelde uit het zicht, achter de versterkers aan de rechterkant van het podium tijdens het grootste deel van de tournee van 2005. Hij heeft ook enige tijd gespeeld met een masker op, maar is uit de band gestapt. Patterson deed ook achtergrondzang.
Buiten Patterson werden twee andere musici aangetrokken voor de wereldtournee van 2006: een extra percussionist en een keyboardspeler. Net zoals Patterson waren ook zij gemaskerd, maar anders dan bij hem werd hun identiteit geheimgehouden. Hun aanwezigheid maakte optredens van liedjes van See You on the Other Side mogelijk, zoals 'Throw Me Away', 'Love Song' en 'Tearjerker', evenals experimenten met oudere liedjes.
Wegens een ernstige bloedziekte van Jonathan Davis werd de Europese tournee van 2006 geannuleerd. Op 13 december van dat jaar werd bekend dat drummer David Silveria voor onbepaalde tijd uit de band stapte, om in zijn restaurants te gaan werken en bij zijn gezin te zijn. Hij was bijna veertien jaar bandlid geweest. In oktober 2008 bood Silveria zijn oude drumstel te koop aan via eBay.
In juli 2007 bracht Korn een titelloos album uit. De drums werden hierop bespeeld door Terry Bozzio, Jonathan Davis zelf en Brooks Wackerman, om het vertrek van David Silveria op te kunnen vangen. Op de bonus-dvd van dit album werd meegedeeld dat het onbekend was of Silveria bij Korn terug zou keren.
Op 16 januari 2008 maakte ook gitarist Shaffer bekend dat hij een tijdje zou stoppen wegens persoonlijke en familieomstandigheden. Hij verliet de band midden in de Europese Bitch We Got A Problem Tour. De band zette de tournee voort zonder Shaffer, die op 23 februari terugkeerde. Korn nam vervolgens een rustperiode van begin mei 2008 tot half februari 2009, zodat de bandleden bij hun gezin konden zijn en aan eigen soloprojecten werken.
Begin 2009 begon Korn met het schrijven van nummers voor het negende studioalbum. Het zou worden geproduceerd door Ross Robinson, die eveneens verantwoordelijk was geweest voor de productie van hun eerste twee albums. Volgens Arvizu zou de muziek teruggrijpen op de vroegere rauwe stijl van Korn. Tussentijds zou Jonathan Davis eind 2009 een soloalbum uitbrengen en daarvoor een korte solotournee met zijn project Jonathan Davis and the SFA's gaan doen. Ook de andere bandleden hielden zich tussen alle opnamen door bezig met hun eigen projecten.
In februari 2009 werd tevens bekend dat drummer David Silveria definitief werd opgevolgd door Ray Luzier, die al sinds oktober 2007 actief was in de groep.
De Escape from the Studio Tour in 2009 omvatte 67 liveshows en vond plaats van 25 april tot en met 30 oktober 2009.
Na afloop van de tournee werd weer gewerkt aan de opnamen van nieuwe nummers voor het negende Korn-studioalbum. In juni 2009 was de officiële Korn-website (Modlife) vernieuwd. Hierop stond een preview van hoe het nieuwe album mogelijk ging klinken. Korn had eerder al twee nummers opgenomen voor het negende studioalbum, maar het was toen nog onduidelijk wat de status van het album was.
Korn bracht een nieuw demo-nummer uit getiteld 'Korn 11' (niet gebruikt voor het album). Jonathan Davis was samen met Fieldy en Munky begonnen om de nummers van zang, bas en gitaarriffs te voorzien. Het drumgedeelte van Ray Luzier was al eerder opgenomen. De opnamen voor het album werden in november 2009 afgerond en vervolgens werd het album van december 2009 tot maart 2010 gemixt. 'My Time' lekte uit als een mogelijk nummer van het nieuwe album.

### Verkennen van nieuw genre (2011-2012)
In april 2010 tekende Korn een platencontract bij Roadrunner Records. 'Oildale' was een van de nieuwe nummers die op het album zouden staan. Op 23 april 2010 werden alle nummers bekendgemaakt. 'My Time' bleek geschrapt en was vervangen door 'Are You Ready To Live?'. Op 4 mei verscheen 'Oildale (Leave Me Alone)' als eerste single van het nieuwe album, en op 31 mei de bijbehorende videoclip. Op 9 juli 2010 verscheen in Nederland het negende studioalbum Korn III: Remember Who You Are. De tweede single hiervan, 'Let The Guilt Go' verscheen op 26 juli 2010 en de officiële clip op 2 september.
Eind 2010 maakte Jonathan Davis bekend dat het coveralbum Korn Kovers voorlopig niet zou verschijnen.
Op 2 december 2011 verscheen in Nederland het tiende studioalbum, The Path of Totality, dat elf nummers bevatte op de standaardeditie en dertien nummers op de luxe-editie. Op het album wordt dubstep gecombineerd met Korns oorspronkelijke stijl. Producers als Skrillex, Datsik, Feed Me, Excision, 12th Planet, Downlink, Kill the Noise en Noisia werkten aan het album mee.

### Brian Welch weer lid (2013-heden)
In januari 2013 werd bekend dat Brian Welch na jarenlange afwezigheid weer deel zou uitmaken van Korn, zij het alleen tijdens festivals als Rock am Ring, Rock im Park en het Download Festival. Rock on the Range werd kort daarna aan het lijstje toegevoegd. Later bleek hij er toch de gehele tournee bij te zullen zijn en op 2 mei werd op de website van Korn zelfs bevestigd dat Welch definitief was teruggekeerd.
De band zelf tekende op 12 februari 2013 bij het indielabel Prospect Park Productions, dat valt onder de BK Entertainment Group. Caroline Records liet bovendien op 1 juni 2013 via hun website weten dat Korn een contract met hen had getekend.
Korns elfde studioalbum The paradigm shift kwam uit in oktober 2013.

## Bezetting

### Bandleden

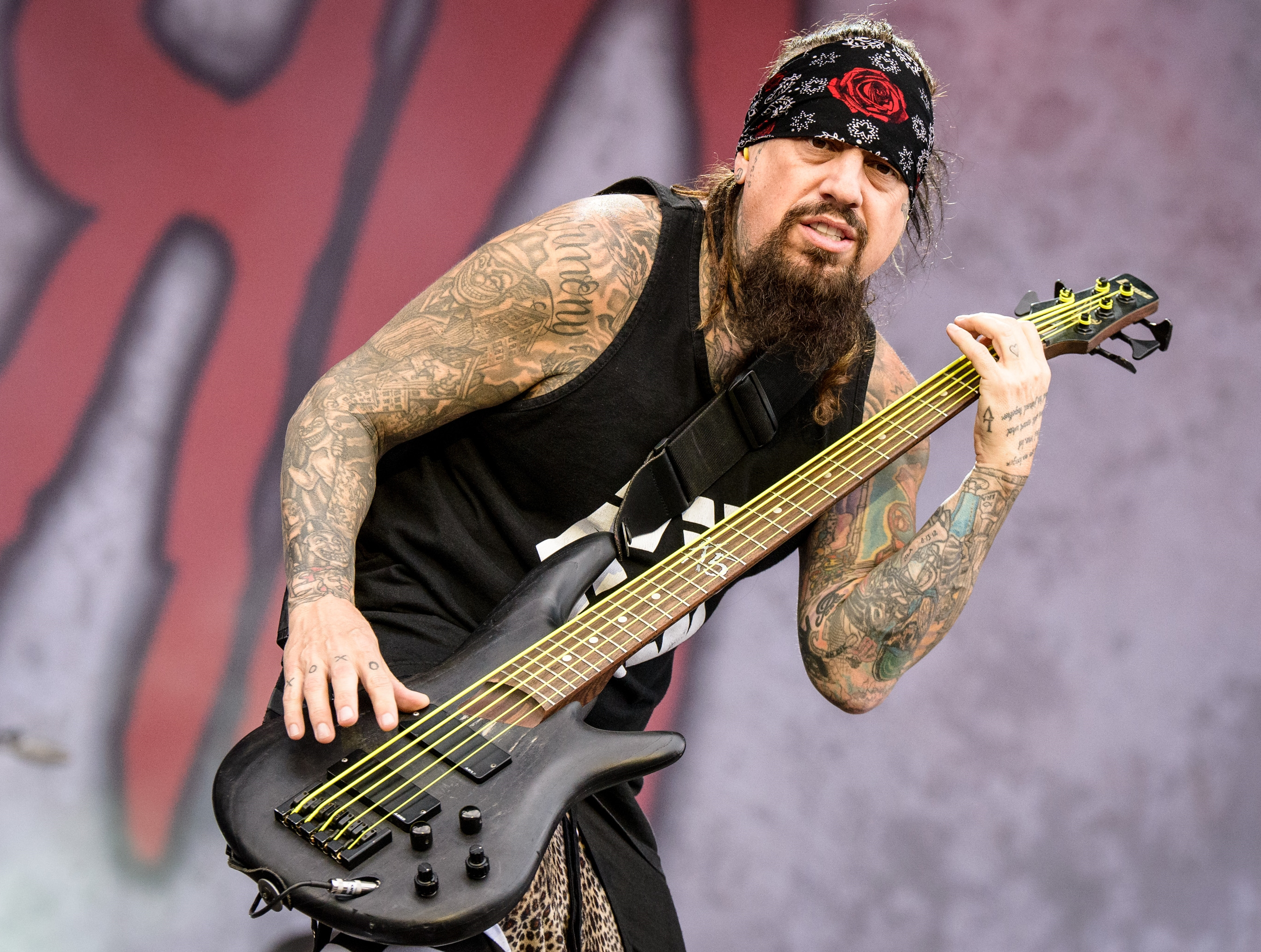
Reginald „Fieldy“ Arvizu
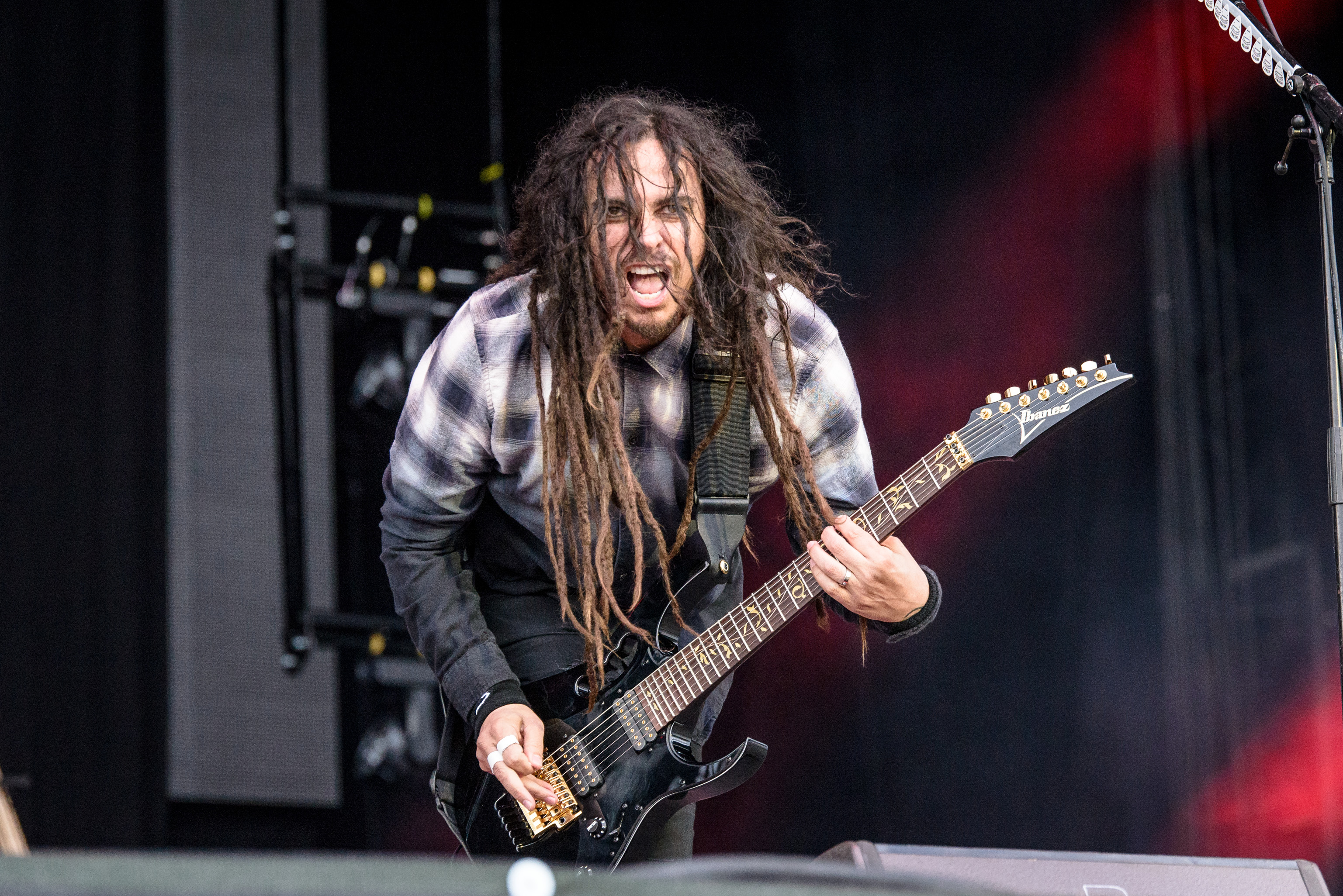
James „Munky“ Shaffer
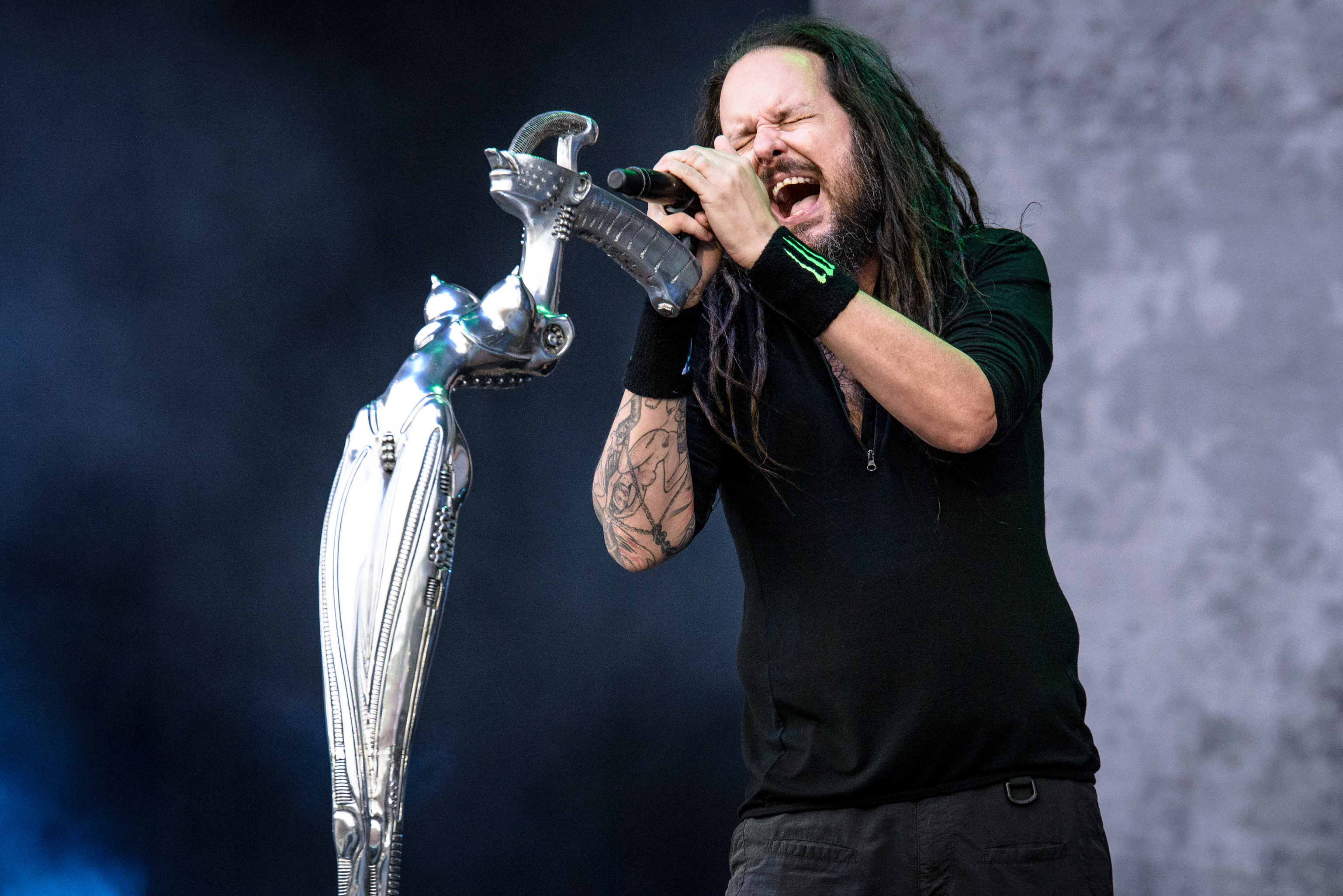
Jonathan Davis
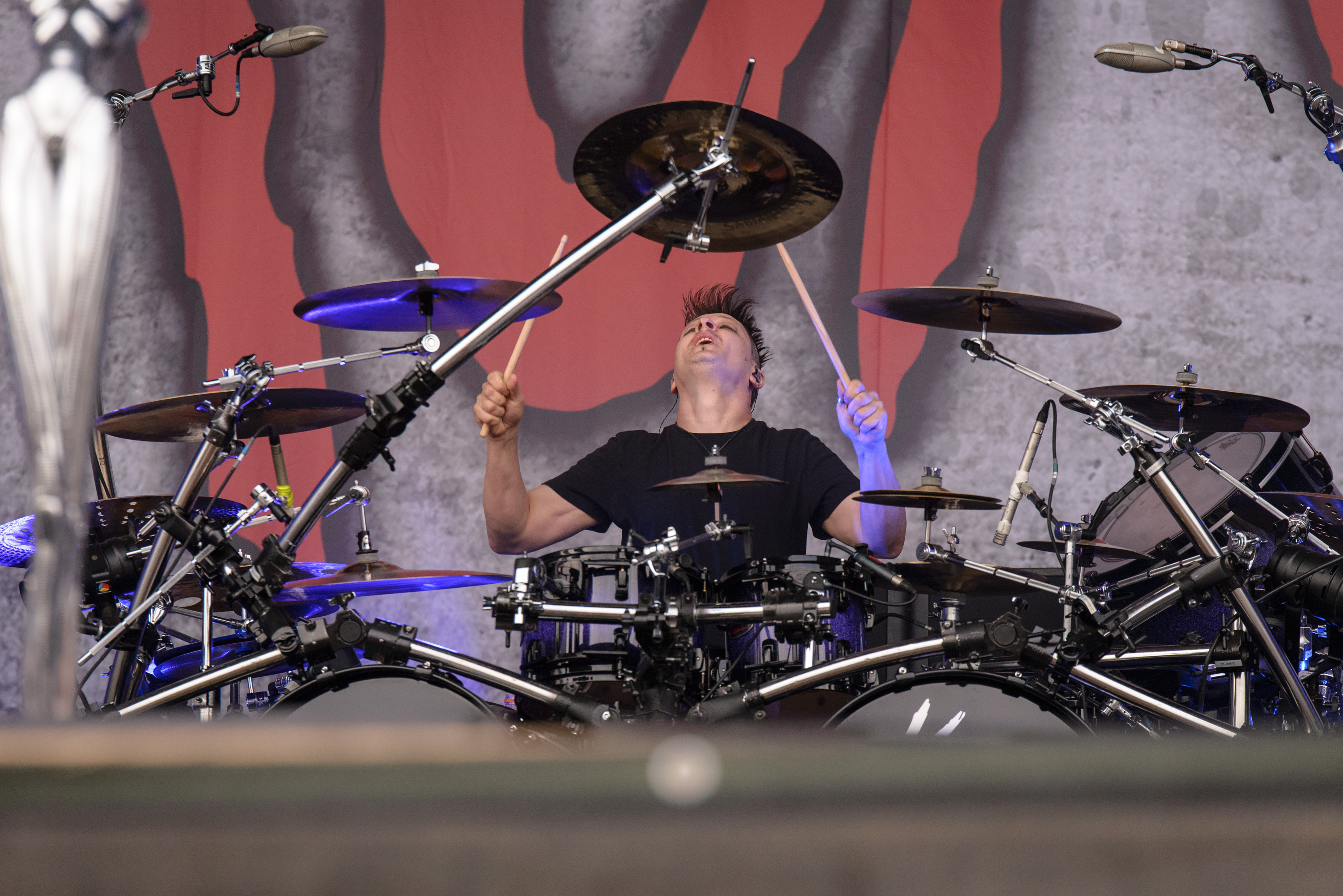
Ray Luzier
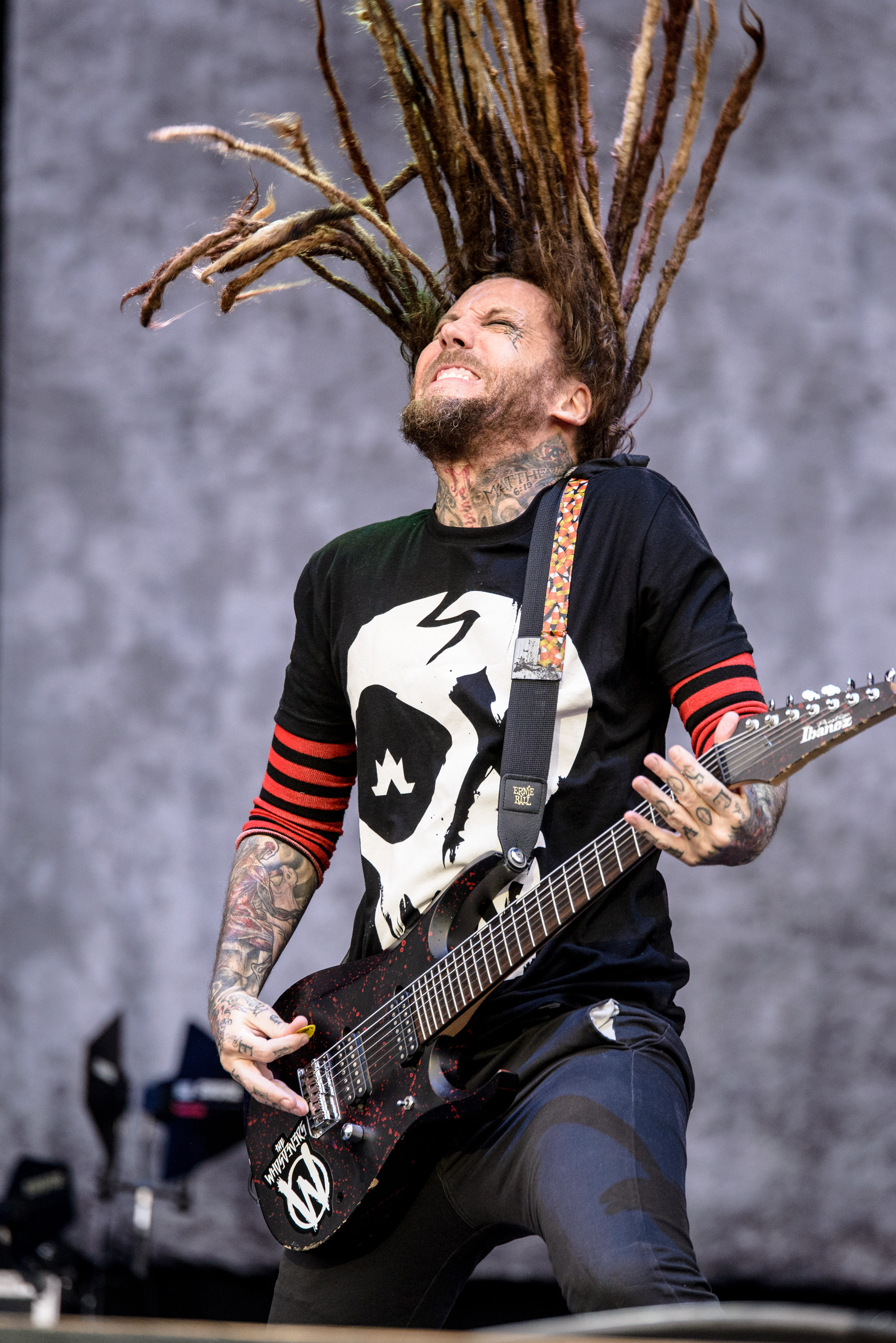
Brian „Head“ Welch

Huidig:
- Jonathan Davis – zang (1993-heden)
- Reginald 'Fieldy' Arvizu – basgitaar (1993-heden)
- James 'Munky' Shaffer – gitaar, achtergrondzang (1993-heden)
- Brian 'Head' Welch – gitaar, achtergrondzang (1993-2005, 2013-heden)
- Ray Luzier – drums, percussie (2007-heden)

Voormalig:
- David Silveria – drums (1993-2006)

### Sessiemuzikanten
Huidig:
- Zac Baird – keyboard, piano, achtergrondzang (2006-heden)

Voormalig:
- Mike Bordin – drums (2000-2001; tournee)
- Rob Patterson – gitaar (2005-2007, 2008; tournee en MTV Unplugged)
- Michael Jochum – percussie (2006-2007; tournee en MTV Unplugged)
- Kalen Chase – percussie, achtergrondzang (2006-2008; tournee en MTV Unplugged)
- Terry Bozzio – drums (2007; Untitled)
- Brooks Wackerman – drums (2007; Untitled)
- Clint Lowery – gitaar (2007; tournee)
- Joey Jordison – drums (2007; tournee)
- Shane Gibson – gitaar (2007-2010; tournee)
- Wesley Geer – gitaar (2010-2013; tournee)
- Morgan Rose – drums (2011; tournee)
- Ryan Martinie – basgitaar (2012; tournee)
- Tye Trujillo - basgitaar (2017; tournee)

## Discografie

### Albums
| Album met eventuele hitnotering(en) in de Nederlandse Album Top 100 | Datum van verschijnen | Datum van binnenkomst | Hoogste positie | Aantal weken | Opmerkingen              |
| ------------------------------------------------------------------- | --------------------- | --------------------- | --------------- | ------------ | ------------------------ |
| Korn                                                                | 11-10-1994            | 17-07-1999            | 56              | 3            |                          |
| Life is peachy                                                      | 15-10-1996            | 16-11-1996            | 87              | 3            |                          |
| Follow the leader                                                   | 17-08-1998            | 22-08-1998            | 7               | 32           | Goud                     |
| Issues                                                              | 15-11-1999            | 27-11-1999            | 13              | 17           |                          |
| All mixed up                                                        | 09-02-2001            | -                     |                 |              | ep                       |
| Untouchables                                                        | 11-06-2002            | 22-06-2002            | 13              | 15           |                          |
| Take a look in the mirror                                           | 24-11-2003            | 29-11-2003            | 21              | 9            |                          |
| Greatest hits vol. 1                                                | 04-10-2004            | 09-10-2004            | 60              | 4            | Verzamelalbum            |
| See you on the other side                                           | 02-12-2005            | 10-12-2005            | 37              | 8            |                          |
| Live and rare                                                       | 09-05-2006            | -                     | -               | -            | Livealbum                |
| Chopped, screwed, live & unglued                                    | 26-09-2006            | -                     | -               | -            | Verzamelalbum / cd & dvd |
| Unplugged MTV                                                       | 02-03-2007            | 10-03-2007            | 54              | 7            | Livealbum                |
| Untitled                                                            | 27-07-2007            | 04-08-2007            | 32              | 6            |                          |
| Playlist: The very best of Korn                                     | 2008                  | -                     | -               | -            | Verzamelalbum            |
| III - Remember who you are                                          | 09-07-2010            | 17-07-2010            | 20              | 8            |                          |
| The path of totality                                                | 02-12-2011            | 10-12-2011            | 81              | 1            |                          |
| The paradigm shift                                                  | 04-10-2013            | 12-10-2013            | 38              | 1            |                          |
| The serenity of suffering                                           | 21-10-2016            | 29-10-2016            | 27              | 1            |                          |
| The nothing                                                         | 13-09-2019            | 21-09-2019            | 24              | 1            |                          |
| Requiem                                                             | 04-02-2022            | -                     | 24              | 1            |                          |

| Album met hitnotering(en) in de Vlaamse Ultratop 200 albums | Datum van verschijnen | Datum van binnenkomst | Hoogste positie | Aantal weken | Opmerkingen   |
| ----------------------------------------------------------- | --------------------- | --------------------- | --------------- | ------------ | ------------- |
| Life is peachy                                              | 1996                  | 02-11-1996            | 36              | 2            |               |
| Follow the leader                                           | 1998                  | 29-08-1998            | 13              | 8            |               |
| Issues                                                      | 1999                  | 27-11-1999            | 28              | 13           |               |
| Untouchables                                                | 2002                  | 15-06-2002            | 3               | 14           |               |
| Take a look in the mirror                                   | 2003                  | 29-11-2003            | 24              | 10           |               |
| Greatest hits vol. 1                                        | 2004                  | 16-10-2004            | 35              | 12           | Verzamelalbum |
| See you on the other side                                   | 2005                  | 10-12-2005            | 49              | 12           |               |
| Live & rare                                                 | 2006                  | 15-07-2007            | 90              | 3            | Livealbum     |
| Unplugged MTV                                               | 2007                  | 24-03-2007            | 95              | 1            | Livealbum     |
| Untitled                                                    | 2007                  | 11-08-2007            | 28              | 6            |               |
| III - Remember who you are                                  | 2010                  | 17-07-2010            | 27              | 7            |               |
| The path of totality                                        | 2011                  | 17-12-2011            | 97              | 1            |               |

### Singles
| Single met eventuele hitnotering(en) in de Nederlandse Top 40 | Datum van verschijnen | Datum van binnenkomst | Hoogste positie | Aantal weken | Opmerkingen                 |
| ------------------------------------------------------------- | --------------------- | --------------------- | --------------- | ------------ | --------------------------- |
| Freak on a leash                                              | 1999                  | 15-05-1999            | 22              | 7            | Nr. 23 in de Single Top 100 |
| Falling away from me                                          | 06-12-1999            | 08-01-2000            | tip6            | -            | Nr. 77 in de Single Top 100 |
| Here to stay                                                  | 11-06-2002            | -                     | -               | -            | Nr. 58 in de Single Top 100 |
| Did my time                                                   | 22-07-2003            | -                     | -               | -            | Nr. 87 in de Single Top 100 |
| Twisted transistor                                            | 18-11-2005            | 19-11-2005            | tip2            | -            | Nr. 27 in de Single Top 100 |

| Single met hitnotering(en) in de Vlaamse Ultratop 50 | Datum van verschijnen | Datum van binnenkomst | Hoogste positie | Aantal weken | Opmerkingen |
| ---------------------------------------------------- | --------------------- | --------------------- | --------------- | ------------ | ----------- |
| Falling away from me                                 | 2000                  | 15-01-2000            | tip17           | -            |             |
| Did my time                                          | 2003                  | 13-09-2003            | tip18           | -            |             |

### NPO Radio 2 Top 2000
| Nummer met noteringen in de NPO Radio 2 Top 2000 | '18  | '19  | '20  | '21 | '22 | '23 | '24 |
| ------------------------------------------------ | ---- | ---- | ---- | --- | --- | --- | --- |
| Freak on a Leash                                 | 1204 | 1018 | 1013 | 992 | 726 | 741 | 606 |

1. ↑  Een vetgedrukt getal geeft de hoogste notering aan.
2. ↑  2018 was het eerste jaar met een notering voor dit nummer.

### De Zwaarste Lijst
| De Zwaarste Lijst    | 2009* | 2010* | 2011* | 2012* | 2013 | 2014 | 2015 | 2016 | 2017 | 2018 | 2019 | 2020 | 2021 | 2022 | 2023 | 2024 | 2025 |
| -------------------- | ----- | ----- | ----- | ----- | ---- | ---- | ---- | ---- | ---- | ---- | ---- | ---- | ---- | ---- | ---- | ---- | ---- |
| Blind                | -     | -     | -     | -     | -    | -    | -    | -    | -    | -    | -    | -    | -    | -    | -    | 60   | 49   |
| Freak on a Leash     | 30    | 46    | 59    | 35    | 54   | 65   | 66   | 57   | 39   | 49   | 58   | 54   | 66   | 62   | 66   | 63   | 66   |
| Falling Away from Me | 63    | 69    | -     | -     | -    | -    | -    | -    | -    | -    | -    | -    | -    | -    | -    | -    | -    |

- Tot 2012 had de Zwaarste Lijst 70 plaatsen. Dit werd vanaf 2013 verminderd tot 66.

### Dvd's
- Who Then Now? (1997)
- Family values tour 1998 (2000)
- Deuce (ook wel: Who Then Now 2) (2002)
- Korn Live (2002)
- Live on the OtheR Side (2006)
- Chopped, ScRewed, Live & Unglued (2006) (tevens cd)
- Live at MontReux 2004 (2008)

### Soundtracks
- Queen of the Damned: film (2002)
- Lara Croft Tomb Raider - The Cradle of Life: film (2003)
- Haze: game (2008)
- The Nightmare Revisited: film/cd (2008)

## Solo-projecten
(solo, huidige bandleden)
- "Killbot" / actief (soloproject Jonathan alias JDevil)
- "Stillwell" / actief (soloproject "Fieldy")
- "Fear And The Nervous System" / actief (soloproject "Munky")
- "Love And Death" / actief (soloproject "Head")
- "KXM" / actief (soloproject Ray)

(solo, ex-bandleden)
- "INFINIKA" / actief (soloproject David)